# Changdibu Yizu Xiang
Changdibu Yizu Xiang (kinesiska: 长底, 长底布依族乡) är en socken i Kina. Den ligger i provinsen Yunnan, i den sydvästra delen av landet, omkring 180 kilometer öster om provinshuvudstaden Kunming.
Genomsnittlig årsnederbörd är 1 361 millimeter. Den regnigaste månaden är juni, med i genomsnitt 344 mm nederbörd, och den torraste är februari, med 17 mm nederbörd.